# Magnoliatræet foran fødeanstalten
|  | Denne artikel er oprettet af botten PalnaBot ud fra en ekstern database. Den kan derfor have sproglige fejl eller mangler. Denne skabelon kan fjernes efter kontrol af indholdet. |

Magnoliatræet foran fødeanstalten er en dokumentarfilm instrueret af Katrine Borre efter manuskript af Katrine Borre.

## Handling
Fru Elisabeth Lundbye er pensioneret jordemoder. I denne dokumentarfilm besøger hun sin gamle arbejdplads, Den Jydske Fødselsanstalt i Århus, umiddelbart inden den lukkes og fremover bliver en afdeling på Skejby Sygehus. Fru Lundbye taler med de fødende og personalet på gangene og mindes gamle dage, hvor arbejdet var et kald og det at føde ikke en sygdom. Den gamle jordemoder er en stærk kvinde fra en tid med stor autoritetstro. Lidt skrap er hun også. Men hun er handlekraftig, har sine meningers mod, og varmen stråler fra hende i mødet med de nyfødte.